# Jakub Salomoni
Jakub Salomoni (ur. 1231 w Wenecji; zm. 31 maja 1314 w Forlì) – błogosławiony Kościoła katolickiego, włoski dominikanin.

## Życiorys
Urodził się jako jedyne dziecko w szlacheckiej rodzinie w Wenecji. Wcześnie stracił ojca, a jego matka po śmierci męża wstąpiła do zakonu cysterek, w związku z czym był wychowywany przez babkę. W 1248 r. wstąpił do dominikańskiego nowicjatu w rodzinnym mieście. Następnie został przeniesiony do Forlì, gdzie pozostał do końca życia. W późniejszym wieku zachorował na bolesny nowotwór, jednak ukrywał swoją chorobę przed otoczeniem. Zmarł 31 maja 1314 w Forlì.
Został beatyfikowany przez Klemensa VII w 1526 r.
Jest patronem chorych na choroby nowotworowe oraz miasta Forlì.